# Fusil de combat
Le fusil de combat est un fusil à canon lisse, donc orienté vers le tir de cartouches à chevrotine, et à répétition, conçu ou utilisé principalement pour un usage militaire. 

## Historique

### Première Guerre mondiale

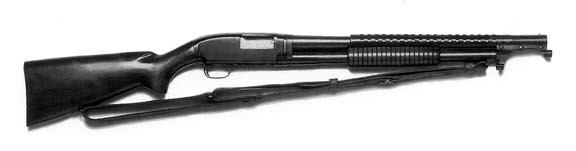
Winchester Model 1912, fusil à pompe utilisé par l’US Army de la Première Guerre mondiale à la guerre de Corée.

Au milieu du XIXe siècle, le fusil à âme rayée devient dominant dans les armées. Les fusils à canons lisses ne sont plus utilisés que pour la chasse. L’usage militaire persiste toutefois de manière épisodique et marginale aux États-Unis. Ils sont notamment utilisés aux Philippines lors de la campagne contre les Moros dans les années 1890.
L’avènement du fusil de combat date surtout de la Première Guerre mondiale : lorsque le corps expéditionnaire américain arrive en France en 1917, le général Pershing remarque que la guerre de tranchées se prêterait bien à l’usage de fusils à canon lisse. À cette époque, il n’existe pas de modèle conçu pour l’usage militaire et les acquisitions se portent donc sur des modèles commerciaux destinés à la chasse. Les fusils à canons juxtaposés ou superposés, et les fusils à canon basculant en général, sont rapidement écartés, la possibilité de ne tirer que deux ou trois coups au maximum et la difficulté de les recharger dans une tranchée les rendant impropre à cet usage. En revanche, le fusil à pompe, apparu dans les années 1890 et déjà répandu aux États-Unis, semble particulièrement intéressant et plusieurs milliers sont distribués aux soldats américains, après avoir été améliorés par l’ajout d’une baïonnette.
Les fusils à pompe se révèlent effectivement particulièrement efficaces, mais leur utilisation entraîne les protestations de l’Allemagne : considérant que l’usage d’une telle arme est barbare et contraire aux lois de la guerre, les Allemands menacent de fusiller tout homme qui en serait porteur. Bien que la presse allemande critique ces armes jusqu’à la fin de la guerre, ces menaces ne seront jamais mis en œuvre, les Américains ayant fait remarquer que leur utilisation n’enfreignait aucune loi internationale et que si des soldats américains étaient fusillés ils exécuteraient en retour tout soldat allemand capturé.

### Le chemin vers le fusil de combat
Pendant la Seconde Guerre mondiale, les fusils de ce type sont surtout utilisés par les Américains sur le théâtre du Pacifique. Ce sont néanmoins les Britanniques qui conduisent dans les années 1950, en lien avec leur lutte contre les guérillas en Malaisie, la première étude de grande ampleur sur l’utilisation des fusils à canon lisse, en comparant un grand nombre de modèles, à la fois à pompe et semi-automatiques. Ils réalisent également de nombreux essais sur les munitions, en comparant les effets et la dispersion de la grenaille en fonction de la taille des plombs.
Ces essais, ainsi que l’expérience des Américains pendant la Seconde Guerre mondiale puis la guerre du Viêt Nam, amènent à la fin des années 1960 à plusieurs conclusions. Premièrement les munitions commerciales sont inadaptées à l’usage militaire. Deuxièmement le magasin tubulaire des fusils à pompe classique est trop long à recharger, alors que les fusils modernes à magasin interchangeable se rechargent en quelques secondes. Troisièmement les fusils utilisés jusque là ont été conçus pour un usage civil et ne supportent pas toujours très bien les maltraitances liées à l’utilisation militaire, d’où des problèmes de fiabilité.
Le Naval Surface Weapons Center commence alors à travailler sur la mise au point d’un fusil à canon lisse militaire. Il en résulte l’invention en 1970 d’un magasin interchangeable de type boîte pour ce type d’arme pouvant contenir jusqu’à vingt cartouches. Son inventeur, Carroll Childers met ensuite au point le fusil de calibre 12 automatique alimenté par ceinture. Baptisé « Special Operation Weapon », ce fusil pouvant atteindre une cadence de deux cent coups par minute reste toutefois à l’état de prototype du fait de l’arrêt des investissements lié à la fin de la guerre du Viêt Nam.